# Armoiries de la Nouvelle-Galles du Sud
Les Armoiries de la Nouvelle-Galles du Sud sont les armoiries officielles de cet état. Elles ont été octroyées par le roi Édouard VII du Royaume-Uni le 11 octobre 1906.

## Description
Le blason montre un champ d'azur avec une croix d'argent, elle-même surmontée d'une croix de gueules avec une étoile d'or sur chaque bras de la croix et un lion d'or au centre connu comme un 'lion du sud'. Il y a une toison d'or dans le premier et le quatrième quart, et une gerbe de blé dans les deuxième et troisième les deux d'or, avec la toison d'or d'une bande ou ruban de couleur autour de l'argent (argent).
La crête est un lever de soleil avec chacun des rayons avec un petit embout rouge-orange flamme, ou sur une couronne Torse de bleu (azur) et d'argent (argent).
Les tenants sont un lion d'or à dextre et un kangourou à senestre. Les tenants sont généralement représentés debout sur le thème du ruban car ils tiennent le bouclier en position verticale.
La devise est une phrase latine  « Orta recens quam pura nites ».